# Ј
Ј, ј は、キリル文字のひとつ。ギリシャ文字の Ι（イオタ）に由来し、ラテン文字のJと同形。アルタイ語、ウィルタ語、セルビア語、マケドニア語で使われるほか、以前はアゼルバイジャン語、キルディン・サーミ語、オセット語でも使われた。

## 呼称
- セルビア語：イェー
- マケドニア語：イェー

## 音素
- セルビア語、マケドニア語、アゼルバイジャン語、ウィルタ語、オセット語：硬口蓋接近音/j/
- アルタイ語：有声硬口蓋破裂音/ɟ/
- キルディン・サーミ語：無声硬口蓋接近音/j̊/

## アルファベット上の位置
- セルビア語：第11字母
- マケドニア語：第12字母
- アルタイ語：第6字母

## Јに関わる諸事項
- クロアチア語・スロベニア語のJと用法はほとんど同じである。
- マケドニアの正書法が開発されるまでの1945年から1945年までの間、ІまたはЙを使用していた。[1]

## 符号位置
| 大文字 | Unicode | JIS X 0213 | 文字参照        | 小文字 | Unicode | JIS X 0213 | 文字参照        | 備考 |
| ------ | ------- | ---------- | --------------- | ------ | ------- | ---------- | --------------- | ---- |
| Ј      | U+0408  | -          | &#x408; &#1032; | ј      | U+0458  | -          | &#x458; &#1112; |      |